# Agmina hirta
Agmina hirta là một loài Trichoptera trong họ Ecnomidae. Chúng phân bố ở miền Australasia.